# Kiryū
Kiryū (桐生市, Kiryū-shi) est une municipalité ayant le statut de ville dans la préfecture de Gunma, au Japon.

## Géographie

### Localisation
Kiryū est située dans l'est de la préfecture de Gunma, au pied du mont Akagi. Le territoire de la municipalité est coupé en deux, séparé par la ville de Midori.

### Démographie
En mars 2021, la population de Kiryū était de 107 601 habitants répartis sur une superficie de 274,45 km2.

### Hydrographie
La ville est traversée par la rivière Watarase au sud.

## Histoire
Le bourg moderne de Kiryū a été créé le 1er avril 1889. Il a acquis le statut de ville en 1921.

## Culture locale et patrimoine
- Musée d'art Ōkawa
- Gunma Insect World

## Transports
Kiryū est desservie par plusieurs lignes ferroviaires :
- la ligne Ryōmō de la JR East,
- la ligne Kiryū de la Tōbu,
- la ligne Jōmō de la Jomo Electric Railway,
- la ligne Watarase Keikoku de la Watarase Keikoku Railway.

Les principales gares sont celles de Kiryū et Shin-Kiryū.

## Jumelage
Kiryū est jumelée avec :
- Biella (Italie)
- Columbus (États-Unis)

## Personnalités liées à la municipalité
- Kenkichi Iwasawa (1917-1998), mathématicien
- Yukio Araki (1928-1945), pilote
- Saori Yuki (1948-), chanteuse
- Ryōko Shinohara (1973-), actrice
- Chihiro Yamanaka (1974-), pianiste et compositrice de jazz
- Shūzō Oshimi (1981-), mangaka